# Liste der Schweizer Botschafter in Bosnien und Herzegowina
Schweizer Botschafter in Bosnien und Herzegowina.

## Missionschefs
- 1995–1996: Christian Hauswirth (1946-), Geschäftsträger
- 1996–1997: Christian Hauswirth (1946-)
- 1997–2001: Wilhelm Schmid (1941-)
- 2001–2002: Heidi Tagliavini (1950-)
- 2002–2006: Urs Breiter (1953-)
- 2006–2010: Rolf Lenz (1950-)
- 2010–2014: André Schaller (* 1958)[2]
- 2014–2016: Heinrich Maurer (1960-)
- 2016–2020: Andrea Rauber Saxer[3] (1968-)
- seit 2020: Daniel Hunn